# West Surrey Racing
West Surrey Racing es un equipo de automovilismo británico fundando en 1981, por el neozelandés Dick Bennetts.
En toda su historia ha tenido ocho campeonatos de equipo (todos en el Campeonato Británico de Turismos), y 12 pilotos campeones (cinco en Fórmula 3 Británica y nueve en Campeonato Británico de Turismos; cuatro campeonatos de pilotos y cinco de campeonatos de independientes).

## Fórmula 3 y Fórmula 3000

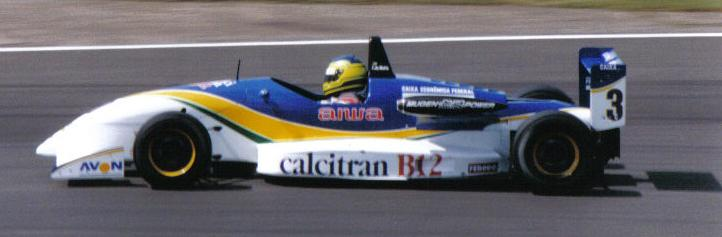
Cristiano da Matta en un coche del WSR de la F3 Británica (1995).

El equipo hizo sus primeros pasos en el extinto Campeonato de Fórmula 3 Británica, donde en 10 años obtuvo cinco títulos con los jóvenes pilotos Jonathan Palmer (1981), Ayrton Senna (1983), Maurício Gugelmin (1985), Mika Häkkinen (1990) y Rubens Barrichello (1991).

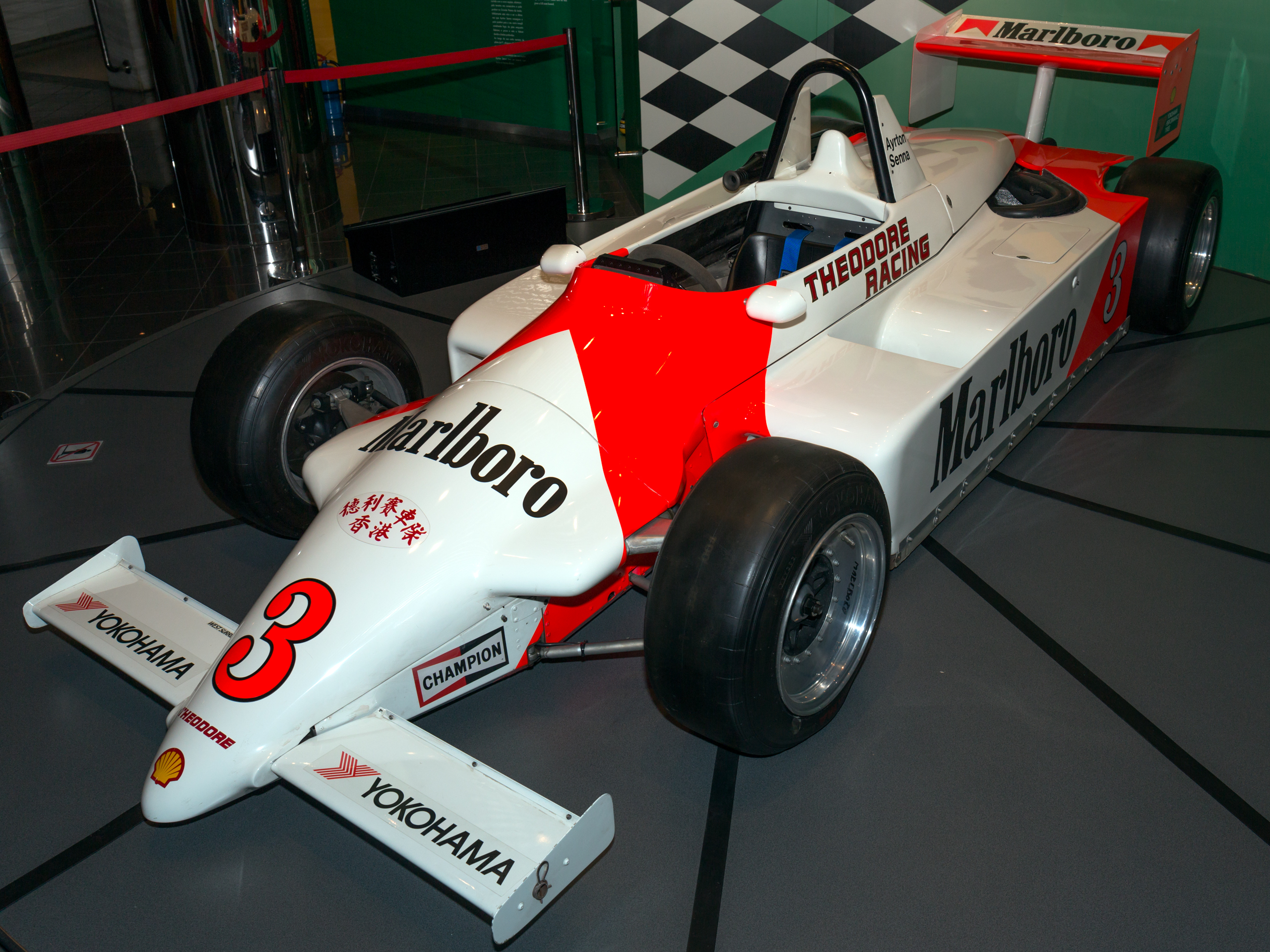
Ralt RT3 que utilizó Ayrton Senna en el Gran Premio de Macao de 1983.

West Surrey Racing compitió en la Fórmula 3000 Internacional en 1986, con un solo monoplaza para el brasileño Maurício Gugelmin, quien finalizó 13.º con cuatro puntos.

## Campeonato Británico de Turismos

### Ford
WSR se trasladó al Campeonato Británico de Turismos en 1996, después de haber sido elegido para ejecutar el equipo oficial de Ford, con los corredores Steve Robertson y Paul Radisich.
Radisich terminó la temporada en la posición 13 con 27 puntos, y Robertson en la 20, con solo 2 puntos, incluso acabado debajo de los independientes Gary Ayles, Owen McAuley, Lee Brookes y Richard Kaye.
Ese mismo año WSR terminó 7.º en el Campeonato de equipos, solo por delante de los Peugeot de Tim Harvey y Patrick Watts.
Para el año 1997, se contrató al corredor Will Hoy, terminó con 41 puntos en la 13.º posición, y Will Hoy 15.º con 27 puntos. El equipo terminó séptimo en el campeonato de equipos, con 113 puntos.
Paul Radisich dejó el equipo al final del año 1997, para unirse a MSD Peugeot. La vacante fue ocupada por el neozelandés Craig Baird, pero después de los malos resultados fue sustituido en ocasiones por Nigel Mansell. Will Hoy logró terminar en la 10.º posición del campeonato con 69 puntos, con una victoria en Silverstone. 
Mansell y Baird finalizaron 18.º (7 puntos) y 20.º (6 puntos), respectivamente, en lo que sería la última temporada del WSR con Ford, en lo que sería su mejor temporada hasta entonces.

### Honda
Para la temporada de 1999 el West Surrey Racing se cambió a la marca japonesa Honda, para utilizar los Honda Accord Sexta generación, producidos por Prodrive, quien a su vez dirigía el equipo de Ford del WSR (llamado Redstone Team Honda).
La temporada 1999 se produjeron cambios en la alineación de pilotos, con James Thompson y Peter Kox mantenimiento sus lugares. Thompson hizo un excelente comienzo de la temporada, ganando la primera carrera de la temporada desde la pole position. Esta fue la segunda temporada completa de Kox en el campeonato, después de haber hecho su debut en carreras selectas para BMW en 1996. No obstante, ambos pilotos tuvieron éxitos durante el año; Thompson consiguió tres victorias más: otra en Donington, una en Croft y una en Oulton Park, mientras tanto el neerlandés ganó su única victoria en el BTCC en la jornada 16, en el Snetterton Circuit.
Thompson terminó 4.º en el campeonato de pilotos con 174 puntos y 3 victorias, y Kox 7.º con 113 puntos y 1 victoria. El West Surrey Racing terminó segundo en el Campeonato de equipos con 296 puntos, por delante de Volvo por un punto, y muy lejos detrás de Nissan que consiguió 464 puntos.
En el año 2000, el último en el que se utilizaron las regulaciones Superturismo, muchos de los equipos del año anterior abandonaron dejando a Ford, Honda y Vauxhall como únicos fabricantes oficiales. 
James Thompson se quedó en el equipo, mientras que Peter Kox fue sustituido por el danés Tom Kristensen y un tercer coche fue preparado para Gabriele Tarquini, el campeón de 1994, y que hizo 4 apariciones como invitado en 1999. La temporada no fue buena para el WSR, Ford triunfó con las figuras Alain Menu, Rickard Rydell y Anthony Reid. Tarquini fue el piloto más fuerte de Honda, reclamando 3 victorias (Knockhill, Donington y Oulton Park), Kristensen también ganó tres carreras (la 10° en Oulton Park y las dos últimas en Silverstone) a lo largo de la temporada, y Thompson obtuvo una victoria (la 11.º fecha en Silverstone) en 20 carreras (en la 3° y 4° fecha fue sustituido por Peter Kok y en la 5° y 6° por David Leslie).
Tarquini terminó 6.º en el campeonato en 149 puntos, Kristensen 7.º con 143 y Thompson 8 con 129 puntos (compartido con Matt Neal). WSR finalizó 2.º en el campeonato de equipos, en lo que sería su última temporada con Honda.

### MG

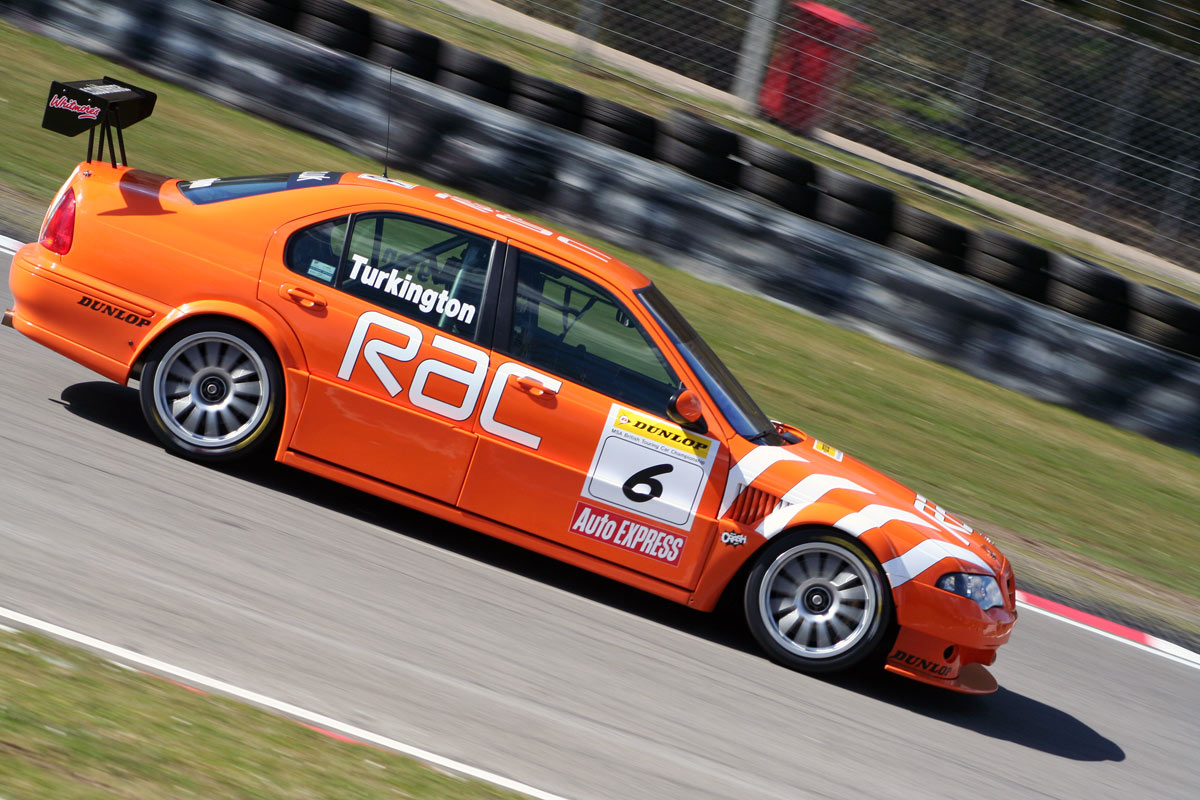
Turkington en Brands Hatch 2006, conduciendo un MG del equipo.

Después de una breve pausa West Surrey Racing regresó al BTCC al final de la Temporada 2001, con un contrato con la marca MG Cars del Reino Unido. El subcampeón del 2000 Anthony Reid y Warren Hughes. Reid ganó una de las seis carreras que disputaron, y Hughes obtuvo 5° puesto como mejor resultado. El equipo pasó a llamarse MG Sport & Racing.
En el año 2002 en equipo concretó la continuidad de Warren Hughes y de Anthony Reid, y además contrató a los británicos Colin Turkington y a Gareth Howell como independientes, auspiciados por el grupo de pop Atomic Kitten. MG terminó segundo en el campeonato de equipos, y Reid fue el mejor piloto del equipo, con un 4° puesto en el campeonato.
En 2003, Team Atomic Kitten dejó de participar. El equipo solo fue conformado por 3 competidores, tras la salida de Howell y obtuvo un tercer puesto de equipo, detrás de Vauxhall y Honda.
Para la temporada de 2004 el equipo perdió el respaldo oficial MG, pero continuaron funcionando con Reid y Turkington. Anthony ganó el título de Independientes y WSR se consolidó 3.º en el campeonato del equipos.
Al próximo año solo se logró la participación de un solo piloto, Robert Collard, luego de que Anthony Reid dejara el BTCC y Colin Turkington se trasladara al VX Racing. Callard obtuvo dos victorias (la primera en Knockhill y la segunda en la última competición, en Brands Hatch), y acabó el campeonato en la 7° posición, con 173 puntos.
En 2006 Turkington volvió al equipo, tras un 6.º puesto en la temporada anterior, para acompañar a Collard. También consolidó el patrocinio principal de la compañía RAC Limited (que consistía en la publicidad de los BMW y el cambio del nombre del equipo a Team RAC). Robert terminó 9.º (97 puntos) y Colin 3.º (con 240 puntos).
El equipo cambió su combustible a bio-etanol durante los últimos 9 carreras de esta última temporada.

### BMW

#### 2007-2009

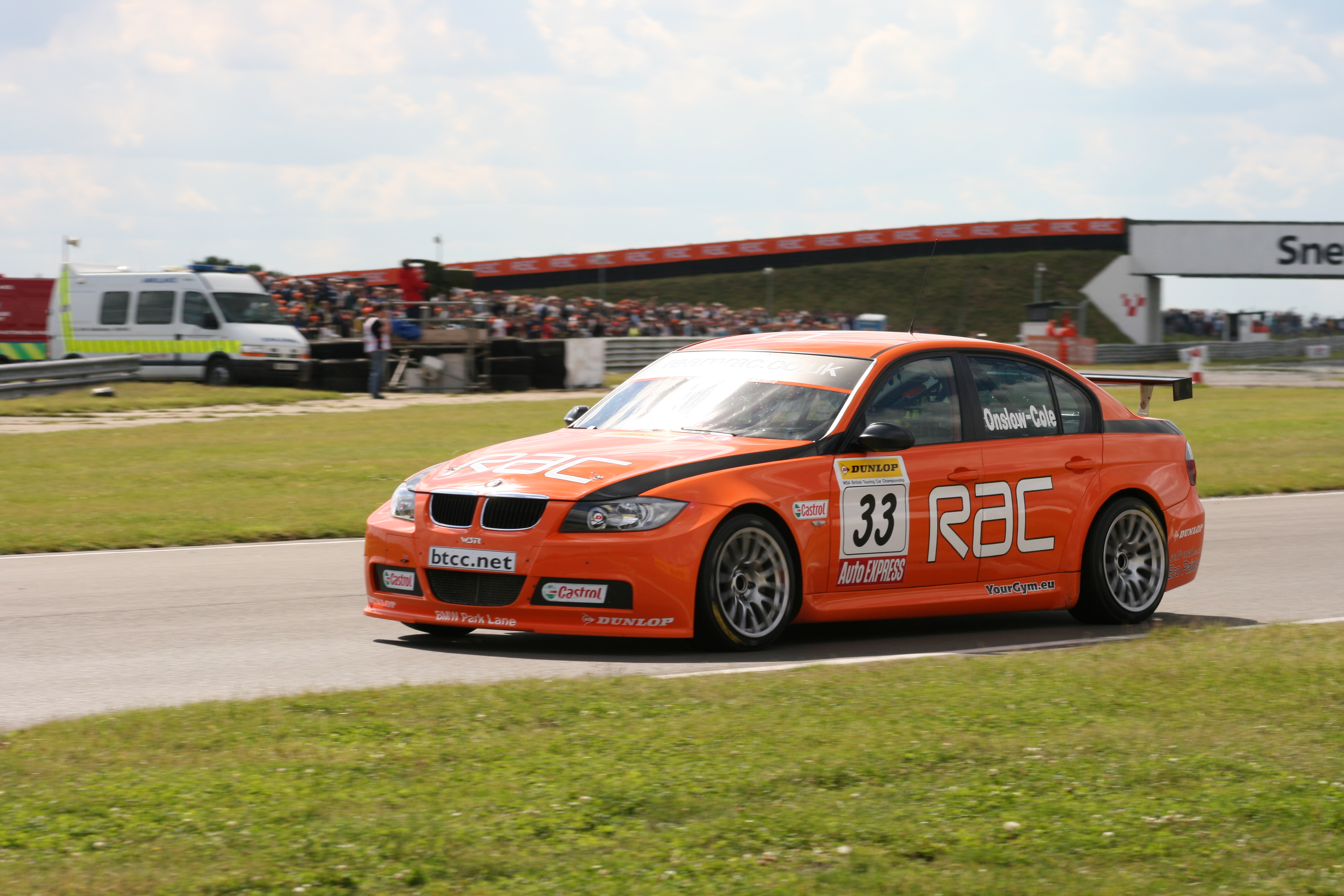
Onslow-Cole sobre el E90 320si que utilizó en el 2007.

En 2007, el equipo firmó un contrato con la marca alemana BMW para utilizar los E90 320si, contrató a Colin Turkington y al campeón de la Renault Clio Cup de 2006 Tom Onslow-Cole y concretó la continuidad del acuerdo publicitario con la compañía RAC Limited.
Onslow-Cole dejó el equipo al final de la temporada de 2007 para unirse a sus rivales VX Racing.
Un posible sustituto de Onslow-Cole era el neerlandés Duncan Huisman, para que corriera en el WSR junto Turkington para la temporada 2008, ya que solo había participado en dos rondas de la temporada 2007 del WTCC, en el Team AVIVA (dirigido por WSR). Sin embargo, en marzo de 2008, Stephen Jelley fue anunciado como el nuevo compañero de Turkington.
En el año 2009 Turkington se consagró campeón de la categoría. El resto del equipo estaba compuesto por Stephen Jelley (6.º) y Anthony Reid (20.º) en lo que sería su vuelta y su retiro de la categoría.

#### 2010-2012
Para 2010, terminó el contrato con RAC y el equipo no logró encontrar un patrocinador para reemplazo. Esto significó que Turkington no contara con los fondos necesarios para seguir conduciendo para el equipo y retener su título. En su lugar,  firmó con los pilotos británicos Rob Collard y Andy Neate, y con la compañía Ceravision.
En el año 2012, eBay se reunió con el equipo para patrocinar la temporada. y contrataron a los pilotos Rob Collard, Nick Foster y Tom Onslow-Cole para conducir coches que fueron equipados con motores turbo NGTC. El equipo disfrutó de una buena temporada de competición, terminando como subcampeón en el campeonato de equipos. Collard ganó la primera carrera en Brands Hatch, seguido de dos victorias más en Knockhill más adelante en el año, llevándolo al quinto lugar en la clasificación de pilotos finales.

#### 2013-2016
Para 2013, WSR retuvo a Collard y a Foster en su formación, y además logró el regreso de Colin Turkington al equipo y a la categoría, en sustitución de Onslow-Cole. El equipo también se sustituyó el BMW 320i con el Sport BMW 125i M.
En 2014, el eBay Motors mantuvo el equipo. Turkington ganó el campeonato con 8 victorias en 30 carreras, Collard terminó 6.º y Foster 16.º.
Andy Priaulx y Sam Tordoff se unieron al West Surrey Racing para acompañar a Robert Collard en la siguiente temporada. El equipo pasó a llamarse Team IHG Rewards Club, por patrocinio de la empresa hotelera.
En el año 2016, Tordoff y Collard permanecieron en el equipo para la temporada, mientras que el inglés Jack Goff reemplaza Priaulx. Además, los coches de los dos que permanecieron en el equipo comenzaron a utilizar patrocinio de GardX, mientras que Goff con IHG.
Sam Tordoff finalizó 2.º en el campeonato, Rob Collard 5.º y Jack Goff 11.º. Además, ganó el campeonato de equipos (Con Tordoff y Collard) y de fabricantes-constructores con BMW.

#### 2017-

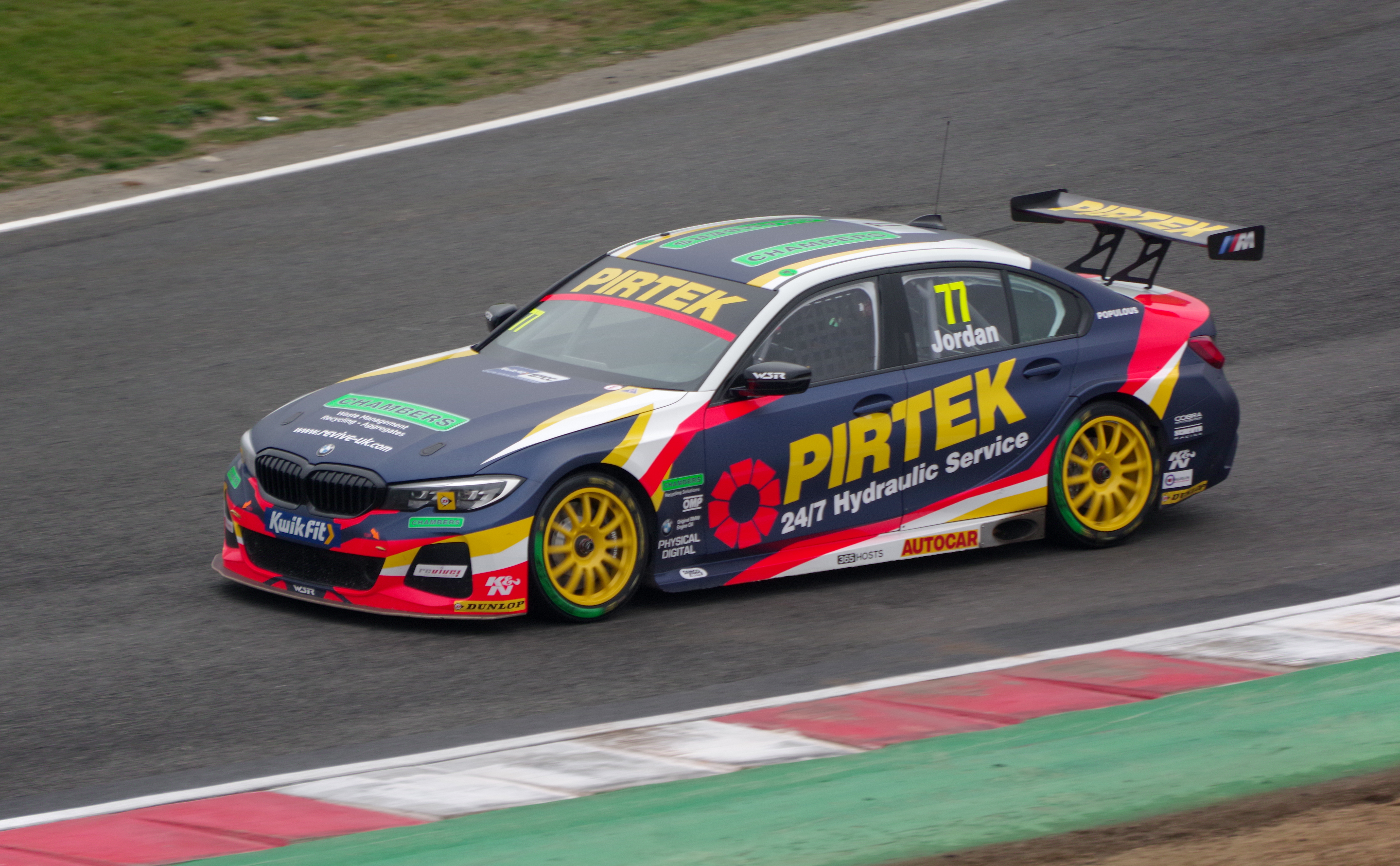
BMW G20 de Andrew Jordan de 2019.

Desde el año siguiente, el equipo pasó a recibir apoyo oficial de la marca alemana. Andrew Jordan y Colin Turkington se sumaron al equipo junto a Collard. Turkington fue subcampeón detrás de Ashley Sutton, mientras que Collard, sin correr cinco carreras por un accidente, fue quinto y Jordan noveno. Volvieron a ganar los campeonatos de equipos y de fabricantes-constructores. En 2018 se mantuvo la estructura pero con mejores resultados: repitieron título en ambos campeonatos de estructuras y Turkington ganó el de pilotos con una victoria. Rob Collard sufrió un importante accidente en mitad de temporada y fue remplazado por su hijo Ricky en WSR.
Para 2019, ingresaron con tres 330i M Sport, uno de ellos para Tom Oliphant, que ocupó el asiento libre de los Collard. Colin Turkington ganó el campeonato y el equipo el de fabricantes-constructores. Al año siguiente redujeron el equipo a dos vehículos y fueron campeones en fabricantes-constructores y equipos pero Ashley Sutton venció otra vez a Turkington en el de pilotos.

## Campeonato Mundial de Turismos

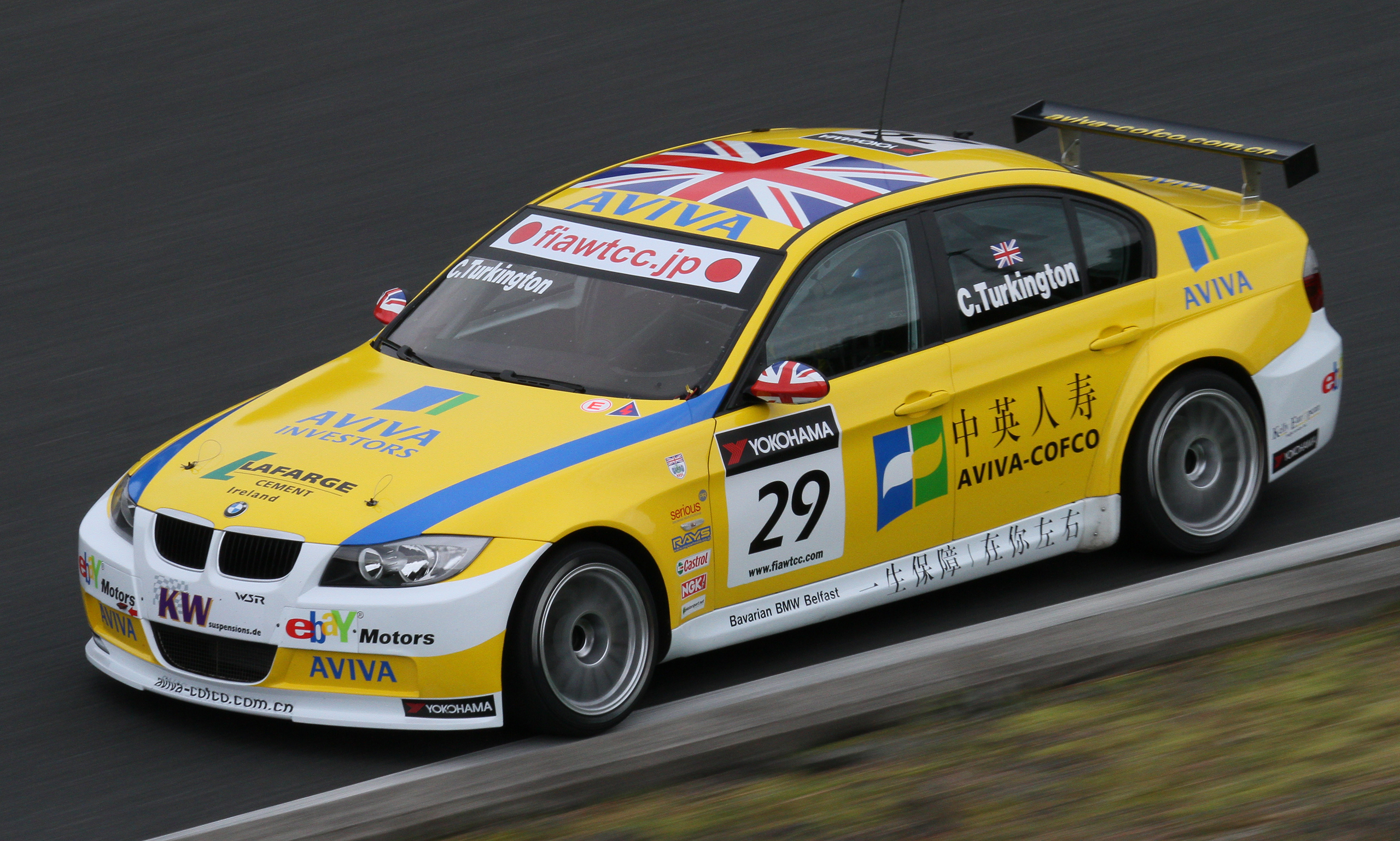
Turkington en la Carrera de Japón del Campeonato Mundial de 2010.

Debutó en el WTCC en la temporada 2007, disputando solo dos rondas con Colin Turkington y una con Duncan Huisman.
En el año 2010 alistó un solo auto, para que Turkington corra las rondas 5, 6, 7, 10 y 11, gane una carrera y termine 10.º el campeonato.
Volvió a la categoría en 2012, pero solo disputando la ronda 11 en China con Turkington, terminando 6.º y 7.º, respectivamente.

## A1 Grand Prix
El equipo del WSR fue el elegido para integrar el equipo de Nueva Zelanda para la temporada 2005-06, inaugural del A1 Grand Prix, categoría donde competían países en vez de equipos. También participó en el equipo de Estados Unidos y Singapur en años siguientes.